# Robert Heller
Robert Heller, también conocido como Joseph Heller, (nombres artísticos de William Henry Palmer; hacia 1830-28 de noviembre de 1878) fue un  ilusionista, mentalista y músico británico. El año de su nacimiento es objeto de algunas especulaciones; algunas fuentes lo enumeran como 1829, mientras que otras lo sitúan en 1830.

## Semblanza

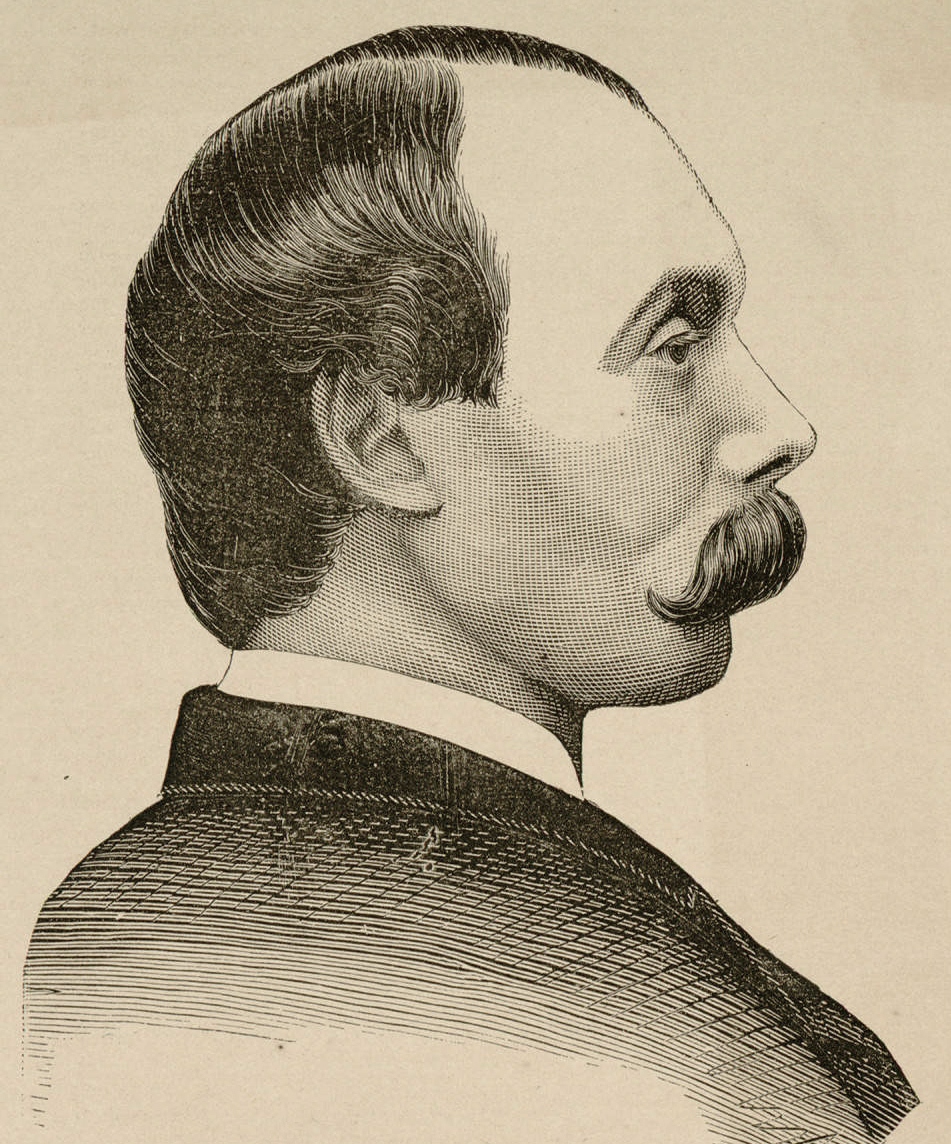
Ilustración de Heller, extraída de una revista no identificada (22 de enero de 1853)

Como hijo de un famoso concertista de piano, Heller comenzó su vida como músico estudiando en la Real Academia de Música. Después de quedar fascinado con la magia a los 14 años, comenzó a imitar a su ídolo, Jean Eugène Robert-Houdin, de quien adoptó su primer nombre. Heller dejó su beca en la academia para convertirse en mago profesional.
Un reportero del St. Louis Luminary, registró sus impresiones de una actuación de Robert Heller del 7 de febrero de 1855 en Washington D. C.:
Por la noche fui a ver la actuación de un macromante acrobático llamado Robert Heller, que realizó algunas hazañas maravillosas. Hizo que un naranjo floreciera y produjera frutos. Verdaderas naranjas maduras que se repartieron entre la multitud, y después salieron mariposas de entre sus hojas. Un niño fue suspendido sobre dos postes, uno colocado debajo de cada brazo aproximadamente a la mitad del camino desde el codo hasta el hombro y luego le quitaron el taburete que estaba situado debajo de sus pies. El niño estaba completamente insensibilizado, ya que le habían administrado "coloriforme" (sic). Los postes no tenían cierres, pero estaban sueltos en el suelo. Uno de los postes fue luego sacado de debajo de su brazo izquierdo, lo que lo dejó suspendido de un brazo, su mano izquierda fue luego tocada por el Nigromante, y cayó hasta situarse junto al costado; a continuación, levantó la mano derecha para apoyar la cara sobre ella. Luego, sus pies se dirigieron a una posición horizontal con respecto a la cabeza y, por lo tanto, permaneció suspendido durante algún tiempo, con todo el cuerpo descansando, excepto el brazo derecho, situado en el extremo del poste. Monedas, pañuelos y muchos otros artículos pasaban de debajo de los jarrones de plata de una mesa a otras en otra parte del escenario sin aparentemente ninguna intervención humana. Este gran Nigromante realizó muchas otras hazañas maravillosas.
Heller se casó con una de sus alumnas, la hija de un rico residente de Washington y finalmente se asentaría en Nueva York. Decidiendo volver a retomar su espectáculo de magia, cambió su acento y su imagen anterior, y se centró en la presentación de sus ilusiones. Su gira, que abarcó desde 1869 hasta 1875, se convirtió en un éxito en gran parte de los Estados Unidos, Gran Bretaña, Europa y Asia. El éxito de Heller llevó al mago Harry Kellar a cambiar su nombre para evitar la impresión de que se estaba aprovechando de la grandeza de Heller imitando su apellido.
Heller se retiró de la magia después de su exitosa gira. Pasó los años restantes de su vida como pianista en Washington D. C. Murió repentinamente de neumonía en Filadelfia en 1878, y fue enterrado en el Cementerio Mount Moriah en Yeadon, Pensilvania.